# Stephen Hester
Pour les articles homonymes, voir Hester.
Stephen Hester
Stephen A. M. Hester, né le 14 décembre 1960, est un homme d'affaires anglais et ancien banquier, directeur général de RSA Insurance Group et ancien directeur général du groupe RBS.

## Jeunesse
Stephen Hester est le fils aîné de Ronald, un professeur de chimie à l'Université d'York, et du Dr Bridget Hester, une psychothérapeute. Il grandit dans le village de Crayke, dans le Yorkshire du Nord.